# All Saints (Devon)
All Saints è un villaggio e parrocchia civile dell'Inghilterra, appartenente alla contea del Devon.